# Mannschaftskader der División de Honor (Schach) 1999
Die Liste der Mannschaftskader der División de Honor (Schach) 1999 enthält alle Spieler, die für die spanischen División de Honor im Schach 1999 gemeldet wurden, mit ihren Einzelergebnissen.
Neben vier Stammspielern durften die teilnehmenden Vereine maximal fünf Ersatzspieler melden. Als einziger Verein schöpfte CA Endesa Ponferrada des Kontingent komplett aus, alle übrigen Vereine meldeten acht Spieler. Nicht alle gemeldeten Spieler kamen auch zum Einsatz. Bei sechs Vereinen wurden in allen Runden die gleichen vier Spieler eingesetzt, bei den übrigen vier Vereinen spielten je fünf Spieler mindestens eine Partie. Insgesamt kamen somit 44 der 81 gemeldeten Spieler zum Einsatz, von diesen nahmen 34 an allen Wettkämpfen teil.
Punktbeste Spieler waren Francisco Vallejo Pons und Zenón Franco Ocampos (beide CA Marcote Mondariz) mit je 8 Punkten aus 9 Partien, Juan Mario Gómez Esteban (CA La Caja de Canarias) erreichte 7,5 Punkte aus 9 Partien. Kein Spieler erreichte 100 %, das prozentual beste Ergebnis gelang ebenfalls Vallejo Pons und Franco Ocampos.

## Legende
Die nachstehenden Tabellen enthalten folgende Informationen:
- Nr.: Ranglistennummer
- Titel: FIDE-Titel; GM = Großmeister, IM = Internationaler Meister, FM = FIDE-Meister
- Land: Verbandszugehörigkeit gemäß Elo-Liste von Juli 1999; ARG = Argentinien, ARM = Armenien, BUL = Bulgarien, CAN = Kanada, CHI = Chile, CUB = Kuba, ENG = England, ESP = Spanien, FRA = Frankreich, GEO = Georgien, MEX = Mexiko, RUS = Russland
- Elo: Elo-Zahl in der Elo-Liste von Juli 1999
- G: Anzahl Gewinnpartien
- R: Anzahl Remispartien
- V: Anzahl Verlustpartien
- Pkt.: Anzahl der erreichten Punkte
- Partien: Anzahl der gespielten Partien

## CA Marcote Mondariz
| Nr. | Titel | Name                      | Land | Elo  | G | R | V | Pkt. | Partien |
| --- | ----- | ------------------------- | ---- | ---- | - | - | - | ---- | ------- |
| 1   | GM    | Giorgi Giorgadse          | GEO  | 2602 | 0 | 9 | 0 | 4,5  | 9       |
| 2   | IM    | Francisco Vallejo Pons    | ESP  | 2519 | 8 | 0 | 1 | 8    | 9       |
| 3   | GM    | Zenón Franco Ocampos      | ESP  | 2474 | 7 | 2 | 0 | 8    | 9       |
| 4   | IM    | Roberto Páramos Domínguez | ESP  | 2425 | 6 | 0 | 3 | 6    | 9       |
| 5   |       | David Martínez Martín     | ESP  | 2390 | 0 | 0 | 0 | 0    | 0       |
| 6   | FM    | Roi Reinaldo Castiñeira   | ESP  | 2325 | 0 | 0 | 0 | 0    | 0       |
| 7   | IM    | Rafael Rodríguez López    | ESP  | 2326 | 0 | 0 | 0 | 0    | 0       |
| 8   |       | Víctor Miguel Lago        | ESP  | 2340 | 0 | 0 | 0 | 0    | 0       |

## UGA Barcelona
| Nr. | Titel | Name                     | Land | Elo  | G | R | V | Pkt. | Partien |
| --- | ----- | ------------------------ | ---- | ---- | - | - | - | ---- | ------- |
| 1   | GM    | Miguel Illescas Córdoba  | ESP  | 2600 | 1 | 6 | 2 | 5    | 9       |
| 2   | GM    | Jordi Magem Badals       | ESP  | 2528 | 4 | 4 | 1 | 6    | 9       |
| 3   |       | Antonio Gual Pascual     | ESP  | 2433 | 5 | 1 | 1 | 5,5  | 7       |
| 4   | IM    | Josep Oms Pallisé        | ESP  | 2412 | 6 | 0 | 1 | 6    | 7       |
| 5   | FM    | Michael Rahal            | ENG  | 2397 | 0 | 0 | 0 | 0    | 0       |
| 6   | IM    | Víctor Manuel Vehí Bach  | ESP  | 2389 | 3 | 1 | 0 | 3,5  | 4       |
| 7   | FM    | Alejandro Bofill Mas     | ESP  | 2380 | 0 | 0 | 0 | 0    | 0       |
| 8   | FM    | José Antonio Lacasa Díaz | ESP  | 2335 | 0 | 0 | 0 | 0    | 0       |

## CA La Caja de Canarias
| Nr. | Titel | Name                      | Land | Elo  | G | R | V | Pkt. | Partien |
| --- | ----- | ------------------------- | ---- | ---- | - | - | - | ---- | ------- |
| 1   | GM    | Joël Lautier              | FRA  | 2638 | 1 | 8 | 0 | 5    | 9       |
| 2   | GM    | Iván Morovic              | CHI  | 2608 | 0 | 0 | 0 | 0    | 0       |
| 3   | GM    | Daniel Cámpora            | ARG  | 2543 | 2 | 5 | 2 | 4,5  | 9       |
| 4   | IM    | Juan Mario Gómez Esteban  | ESP  | 2476 | 7 | 1 | 1 | 7,5  | 9       |
| 5   | IM    | José García Padrón        | ESP  | 2451 | 5 | 0 | 4 | 5    | 9       |
| 6   | FM    | Ernesto Solana Suárez     | ESP  | 2315 | 0 | 0 | 0 | 0    | 0       |
| 7   |       | Ricardo Hernández Déniz   | ESP  | 2270 | 0 | 0 | 0 | 0    | 0       |
| 8   |       | Juan Pedro Domínguez Sanz | ESP  | 2215 | 0 | 0 | 0 | 0    | 0       |

## CE Terrassa
| Nr. | Titel | Name                      | Land | Elo  | G | R | V | Pkt. | Partien |
| --- | ----- | ------------------------- | ---- | ---- | - | - | - | ---- | ------- |
| 1   | IM    | Lluís Comas Fabregó       | ESP  | 2510 | 1 | 8 | 0 | 5    | 9       |
| 2   | GM    | Amador Rodríguez Céspedes | CUB  | 2477 | 3 | 6 | 0 | 6    | 9       |
| 3   | IM    | Juan Pomés Marcet         | ESP  | 2393 | 2 | 0 | 3 | 2    | 5       |
| 4   |       | Fermín González Vélez     | ESP  | 2344 | 3 | 3 | 2 | 4,5  | 8       |
| 5   |       | Antonio Joanpera Morales  | ESP  | 2370 | 2 | 2 | 1 | 3    | 5       |
| 6   |       | Emili Simón Padrós        | ESP  | 2220 | 0 | 0 | 0 | 0    | 0       |
| 7   |       | Jordi Antigua Padrós      | ESP  | 2248 | 0 | 0 | 0 | 0    | 0       |
| 8   |       | Santiago Carol Querol     | ESP  |      | 0 | 0 | 0 | 0    | 0       |

## CA Palm Oasis Maspalomas
| Nr. | Titel | Name                       | Land | Elo  | G | R | V | Pkt. | Partien |
| --- | ----- | -------------------------- | ---- | ---- | - | - | - | ---- | ------- |
| 1   | GM    | Wesselin Topalow           | BUL  | 2690 | 4 | 5 | 0 | 6,5  | 9       |
| 2   | GM    | Pablo San Segundo Carrillo | ESP  | 2510 | 4 | 2 | 3 | 5    | 9       |
| 3   | GM    | Félix Izeta Txabarri       | ESP  | 2505 | 4 | 2 | 3 | 5    | 9       |
| 4   | GM    | Juan Manuel Bellón López   | ESP  | 2463 | 1 | 2 | 4 | 2    | 7       |
| 5   | IM    | Silvio Danailow            | BUL  | 2462 | 0 | 0 | 0 | 0    | 0       |
| 6   | IM    | Pedro Lezcano Jaén         | ESP  | 2399 | 1 | 0 | 1 | 1    | 2       |
| 7   | IM    | Alfredo Brito García       | ESP  | 2390 | 0 | 0 | 0 | 0    | 0       |
| 8   | IM    | Braulio Sarmiento Alfonso  | ESP  | 2383 | 0 | 0 | 0 | 0    | 0       |

## UE Foment Martinenc Barcelona
| Nr. | Titel | Name                         | Land | Elo  | G | R | V | Pkt. | Partien |
| --- | ----- | ---------------------------- | ---- | ---- | - | - | - | ---- | ------- |
| 1   | GM    | Oleg Korneev                 | RUS  | 2615 | 0 | 6 | 3 | 3    | 9       |
| 2   | IM    | Óscar de la Riva Aguado      | ESP  | 2458 | 2 | 5 | 2 | 4,5  | 9       |
| 3   | IM    | Marc Narciso Dublan          | ESP  | 2447 | 3 | 4 | 2 | 5    | 9       |
| 4   |       | Antonio Torrecillas Martínez | ESP  | 2335 | 0 | 0 | 0 | 0    | 0       |
| 5   |       | Ramón José Abril             | ESP  | 2365 | 0 | 0 | 0 | 0    | 0       |
| 6   | FM    | Manuel Granados Gómez        | ESP  | 2358 | 6 | 2 | 1 | 7    | 9       |
| 7   |       | Alfonso Jerez Pérez          | ESP  | 2353 | 0 | 0 | 0 | 0    | 0       |
| 8   |       | Jordi de la Riva Aguado      | ESP  | 2309 | 0 | 0 | 0 | 0    | 0       |

## RC Labradores Sevilla
| Nr. | Titel | Name                               | Land | Elo  | G | R | V | Pkt. | Partien |
| --- | ----- | ---------------------------------- | ---- | ---- | - | - | - | ---- | ------- |
| 1   | GM    | Kevin Spraggett                    | CAN  | 2521 | 1 | 7 | 1 | 4,5  | 9       |
| 2   | IM    | Antonio Gamundí Salamanca          | ESP  | 2450 | 0 | 0 | 0 | 0    | 0       |
| 3   | IM    | Fernando Vega Holm                 | ESP  | 2404 | 4 | 2 | 3 | 5    | 9       |
| 4   | FM    | Ismael Terán Álvarez               | ESP  | 2419 | 3 | 2 | 4 | 4    | 9       |
| 5   |       | Damián Checa Calderón              | ESP  | 2238 | 3 | 3 | 3 | 4,5  | 9       |
| 6   |       | Félix Ramos Suría                  | ESP  | 2172 | 0 | 0 | 0 | 0    | 0       |
| 7   |       | Enrique Álvarez de Toledo Cornello | ESP  | 2170 | 0 | 0 | 0 | 0    | 0       |
| 8   |       | Gaspar Pérez Matheos               | ESP  |      | 0 | 0 | 0 | 0    | 0       |

## CA Alzira-Hilaturas Presencia
| Nr. | Titel | Name                        | Land | Elo  | G | R | V | Pkt. | Partien |
| --- | ----- | --------------------------- | ---- | ---- | - | - | - | ---- | ------- |
| 1   | GM    | Gilberto Hernández          | MEX  | 2568 | 2 | 6 | 1 | 5    | 9       |
| 2   | GM    | Julio Becerra               | CUB  | 2546 | 0 | 0 | 0 | 0    | 0       |
| 3   |       | Javier Moreno Carnero       | ESP  | 2474 | 3 | 4 | 2 | 5    | 9       |
| 4   |       | Antonio Granero Roca        | ESP  | 2388 | 2 | 1 | 6 | 2,5  | 9       |
| 5   | IM    | Juan Toledano Llinares      | ESP  | 2383 | 5 | 1 | 3 | 5,5  | 9       |
| 6   |       | Ferran Reig Albero          | ESP  | 2207 | 0 | 0 | 0 | 0    | 0       |
| 7   |       | José Javier Clari Mascarell | ESP  | 2210 | 0 | 0 | 0 | 0    | 0       |
| 8   |       | Jesús Gerona Maura          | ESP  |      | 0 | 0 | 0 | 0    | 0       |

## CA Epic-Barcino Terrassa
| Nr. | Titel | Name                      | Land | Elo  | G | R | V | Pkt. | Partien |
| --- | ----- | ------------------------- | ---- | ---- | - | - | - | ---- | ------- |
| 1   | GM    | Karen Movsesjan           | ARM  | 2501 | 2 | 4 | 3 | 4    | 9       |
| 2   |       | Miguel Moya Soriano       | ESP  | 2275 | 1 | 0 | 8 | 1    | 9       |
| 3   |       | Xavier Durán Albareda     | ESP  | 2206 | 1 | 0 | 8 | 1    | 9       |
| 4   |       | Antoni González López     | ESP  | 2076 | 0 | 0 | 0 | 0    | 0       |
| 5   |       | Antonio Fabregas Fontanet | ESP  | 2166 | 0 | 0 | 0 | 0    | 0       |
| 6   |       | Joaquim Armengol Comas    | ESP  | 2140 | 1 | 1 | 7 | 1,5  | 9       |
| 7   |       | Enrique Mateu Palau       | ESP  | 2138 | 0 | 0 | 0 | 0    | 0       |
| 8   |       | Alexis Martínez Bruguera  | ESP  |      | 0 | 0 | 0 | 0    | 0       |

## CA Endesa Ponferrada
| Nr. | Titel | Name                               | Land | Elo  | G | R | V | Pkt. | Partien |
| --- | ----- | ---------------------------------- | ---- | ---- | - | - | - | ---- | ------- |
| 1   | FM    | Juan Antonio Corral Blanco         | ESP  | 2459 | 1 | 5 | 3 | 3,5  | 9       |
| 2   |       | Jesús María Iruzubieta Villaluenga | ESP  | 2414 | 0 | 0 | 0 | 0    | 0       |
| 3   |       | Antonio Álvarez Carreño            | ESP  |      | 0 | 0 | 5 | 0    | 5       |
| 4   |       | Pablo Bello Bello                  | ESP  |      | 0 | 0 | 9 | 0    | 9       |
| 5   |       | Carlos Buho Torio                  | ESP  |      | 0 | 0 | 9 | 0    | 9       |
| 6   |       | González                           | ESP  |      | 0 | 0 | 4 | 0    | 4       |
| 7   |       | Juan Antonio Moro Carrera          | ESP  |      | 0 | 0 | 0 | 0    | 0       |
| 8   |       | José Ángel Sainz Varona            | ESP  |      | 0 | 0 | 0 | 0    | 0       |
| 9   |       | Fernando Rodríguez Miranda         | ESP  |      | 0 | 0 | 0 | 0    | 0       |